# کتاب جنگل (فیلم ۱۹۹۴)
کتاب جنگل (انگلیسی: The Jungle Book) فیلمی در ژانر ماجراجویی به کارگردانی استیون سامرز است که در سال ۱۹۹۴ منتشر شد.

## بازیگران
- جیسون اسکات لی
- کری الویس
- لینا هیدی
- سام نیل
- جان کلیز
- جیسون فلمینگ
- ران دوناکی
- لیزا واکر